# Apela rufinsulae
Apela rufinsulae är en fjärilsart som beskrevs av Forbes 1939. Apela rufinsulae ingår i släktet Apela och familjen tandspinnare. Inga underarter finns listade i Catalogue of Life.